# كفر الأطرش
قرية كفر الاطرش هي إحدى القرى التابعة لمركز شربين في محافظة الدقهلية في جمهورية مصر العربية. حسب إحصاءات سنة 2006، بلغ إجمالي السكان في كفر الاطرش 10266 نسمة، منهم 5273 رجل و4993 امرأة.